# Comune di Hjørring
Il comune di Hjørring è un comune della Danimarca nella regione dello Jutland Settentrionale. Il Capoluogo del comune è nella cittadina omonima.
Il comune è stato costituito in seguito alla riforma amministrativa del 2007 dall'unione del preesistente comune di Hjørring con i comuni di Hirtshals, Løkken-Vrå e Sindal.

## Centri abitati
I centri abitati principali del comune sono:
- Hjørring (25 951)
- Hirtshals (5 434)
- Bindslev (981)
- Løkken (1 684)
- Sindal (3 086)

## Monumenti e luoghi di interesse
Nel territorio comunale è situato il faro di Rubjerg Knude, uno dei fari più visitati della Danimarca.

## Amministrazione

### Gemellaggi
Il comune è gemellato con le seguenti località:
- Trollhättan
- Kristiansand
- Reykjanesbær
- Kerava
- Runavík